# Brikama United FC
El Brikama United Football Club és un club gambià de futbol de la ciutat de Brikama.

## Palmarès
- Lliga gambiana de futbol: [2]
  - 2011

- Copa gambiana de futbol: [3]
  - 2016